# Bellevaux-Ligneuville
Bellevaux-Ligneuville (Waals: Belvå-Lignouveye, Duits, verouderd: Schönenthal-Engelsdorf) is een deelgemeente van de gemeente Malmedy in de Belgische provincie Luik. De deelgemeente omvat de dorpen Bellevaux en Ligneuville. Verder liggen in de deelgemeente ook Pont, Reculemont, Lasnenville, Warche, Planche, Lamonriville, Ronxhy en Chevofosse.
Onder Pruisisch bestuur droegen Bellevaux en Ligneuville de namen Schönenthal en Engelsdorf. Tegenwoordig draagt de deelgemeente de bijnaam "hoofdstad van de forel" (Capitale de la truite).

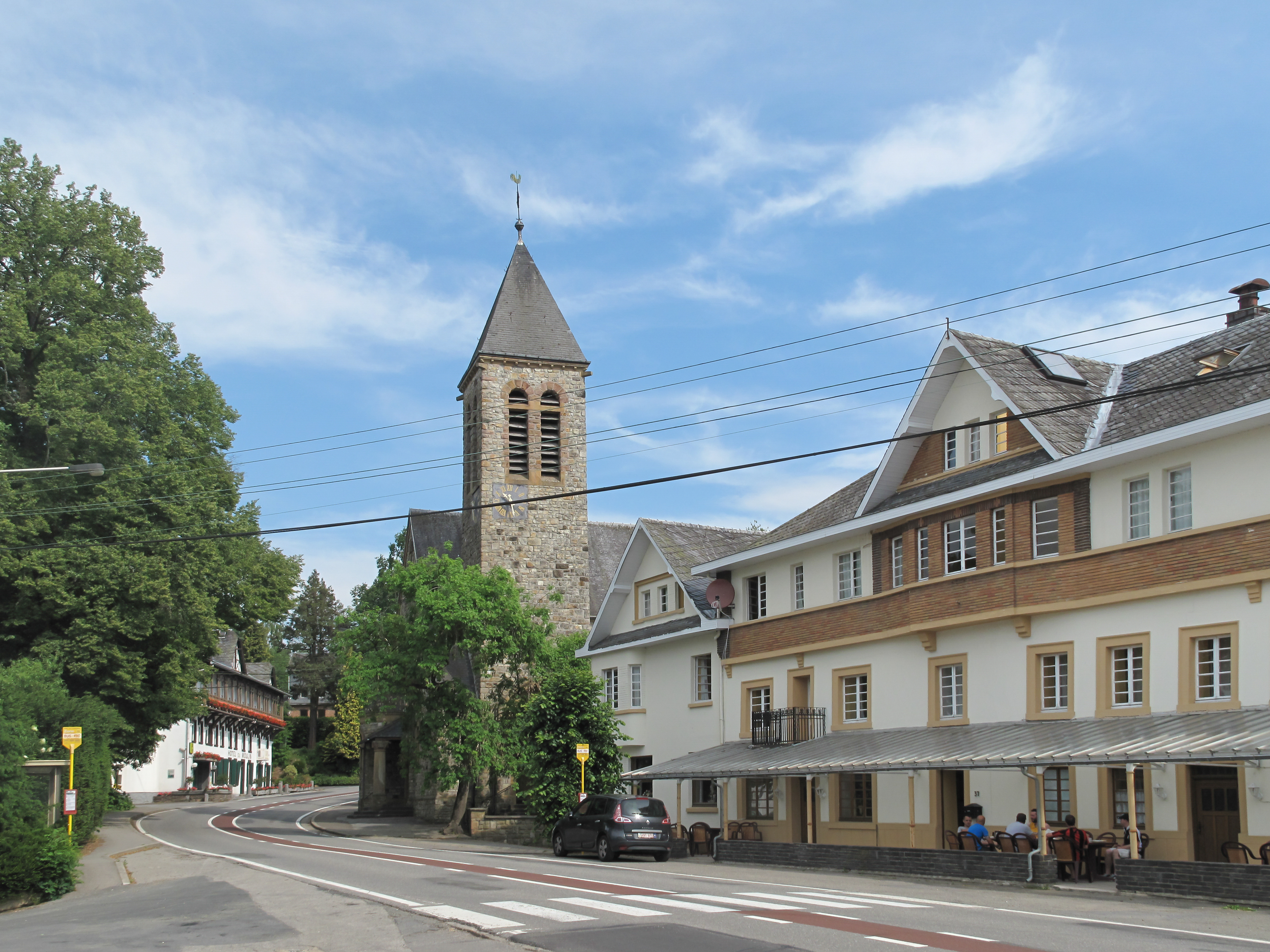
Ligneuville, kerk in straatzicht

## Geschiedenis
De gemeente Bellevaux-Ligneuville werd in 1922 gevormd door samenvoegen van de gemeente Bellevaux met de plaatsen Ligneuville en Pont die tot dan tot de gemeente Recht behoorden.
Bij de gemeentelijke fusies werd in 1977 was Bellevaux-Ligneuville een deelgemeente van Malmedy.

## Demografische ontwikkeling
- Bronnen:NIS, Opm:1930 tot en met 1970=volkstellingen, 1976 inwoneraantal op 31 december

Deelgemeenten: Bellevaux-Ligneuville · Bévercé · Malmedy

Overige kernen: Arimont · Baugnez · Bellevaux · Bernister · Boussire · Burnenville · Chevofosse · Chôdes · Cligneval · Difflot · Falize · Floriheid · G'doûmont · Géromont · Gohimont · Hédomont · Lamonriville · Lasnenville · Ligneuville · Longfaye · Macampagne · Mé · Meiz · Mont · Otaimont · Planche · Pont · Préaix · Reculémont · Ronxhy · Warche · Winbomont · Xhoffraix · Xhurdebise

Belgische gemeenten · arrondissement Verviers · provincie Luik · Wallonië